# Jan van Swieten

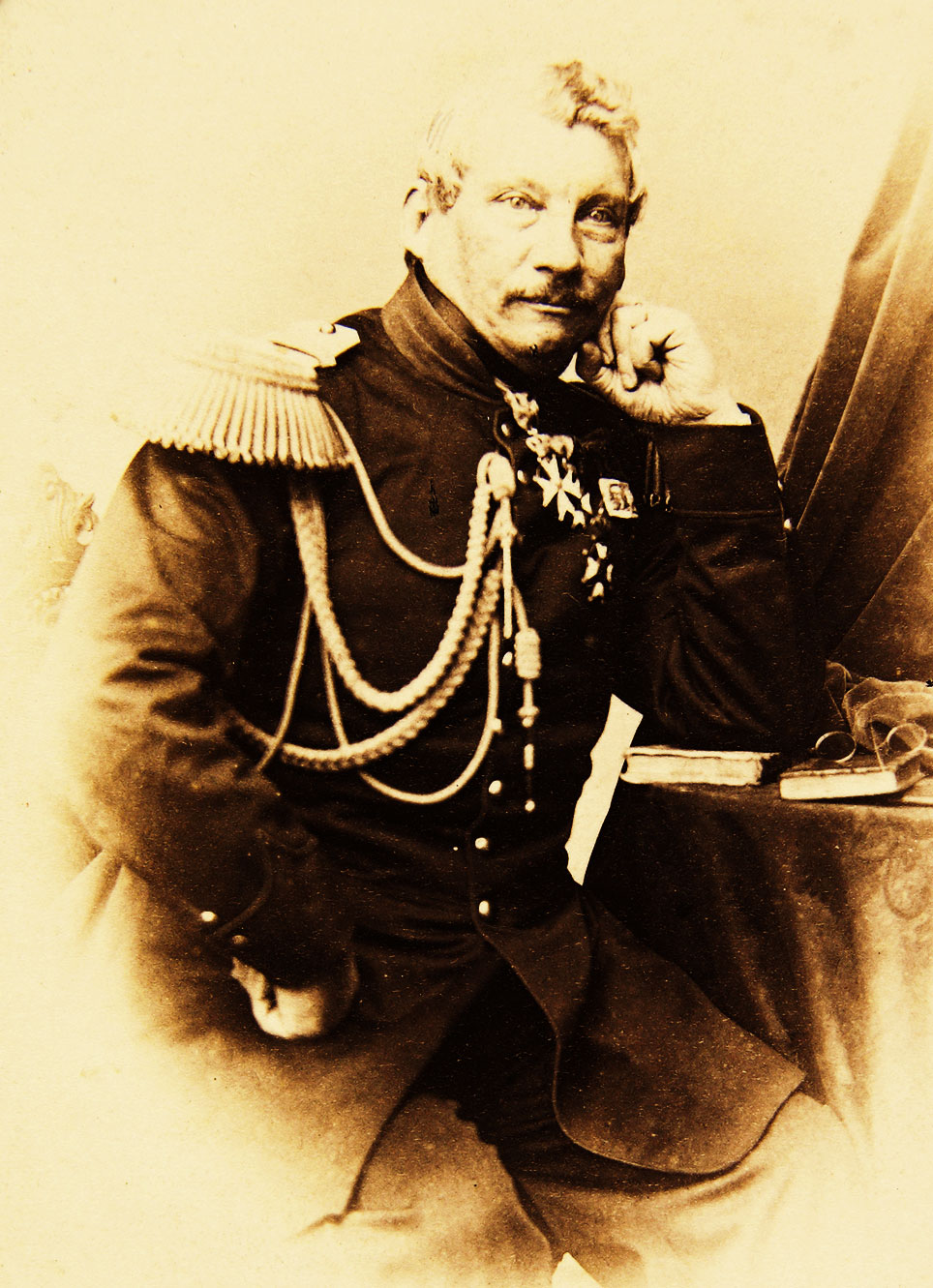
Generaal van Swieten

Jan van Swieten (Mainz, Duitsland, 28 mei 1807 – Den Haag, 9 september 1888) was een Nederlands militair, politicus en publicist.
Van Swieten werd geboren als zoon van de Nederlandse militair Johannes van Swieten en Louise Brodier. Hij nam in april 1821 dienst bij het Nederlandse leger en vertrok in 1827 naar Java waar hij meevocht in de Java-oorlog die in 1825 was uitgebroken. In augustus 1829 werd hij bevorderd tot eerste luitenant. Toen de Java-oorlog in 1830 werd beëindigd keerde hij naar Nederland terug. Hij diende tot 1835 bij de Nederlandse troepen in België en nam in 1831 deel aan de Tiendaagse Veldtocht tegen de Belgen. In 1835 keerde hij weer naar Nederlands-Indië terug.
Van Swieten werd in 1835 tot kapitein bevorderd, in 1842 tot majoor, en in 1849 tot kolonel. In datzelfde jaar werd hij benoemd tot gouverneur van Sumatra's Westkust, als opvolger van Andreas Victor Michiels, die op 19 februari tot voorlopig commandant van het KNIL was benoemd. In 1853 werd Van Swieten bevorderd tot generaal-majoor, en in 1857 tot luitenant-generaal. Hij werd toen tevens commandant van het KNIL. Op 6 oktober 1858 werd zijn benoeming officieel; daarmee eindigde zijn bestuur over Sumatra's Westkust. Van Swieten werd bevelhebber van de tweede expeditie tegen Boni. Op 5 oktober 1860 vaardigde hij een dankzij Eduard Douwes Dekker beroemd gebleven dagorder uit tegen het verwoesten van bezittingen van de inlandse bevolking. Per 1 juli 1862 zwaaide hij af. Hij keerde terug naar Nederland en werd op 16 februari 1864 buitengewoon lid van de Raad van State (tot aan zijn dood), en was van 19 september van dat jaar tot 1 oktober 1866 liberaal Tweede Kamerlid voor het kiesdistrict Amsterdam.
In 1873 kwam Van Swieten weer in actieve dienst. Hij was toen al 66 jaar oud en werd door gouverneur-generaal James Loudon als militair opperbevelhebber belast met de Atjeh-oorlog. Aan het eind van dat jaar begon onder Van Swieten een tweede expeditie tegen de sultan van Atjeh. Van Swieten had een enorme troepenmacht en vloot laten uitrusten en veroverde de kraton van de sultan. In 1874 keerde Van Swieten naar Nederland terug en werd hem eervol ontslag verleend. Hem werd het Grootkruis der Militaire Willems-Orde toegekend.
Zijn optreden werd later fel bekritiseerd, onder andere door zijn voormalige onderbevelhebber, generaal Verspyck. In zijn repliek Luitenant-Generaal van Swieten contra den Luitenant-Generaal Verspijck ontpopte Van Swieten zich als een aanhanger van Multatuli, die zich in Max Havelaar al tegen het verbranden van kampongs als strafmaatregel had gekeerd. Van Swieten verweet Verspyck het platbranden van reeds geplunderde kampongs, becijferde dat de Atjeh-oorlog dertigduizend slachtoffers had geëist en meer dan 160 miljoen gulden had gekost, en wees erop dat de oorlog het gebied dat permanent militair bezet moest blijven om het te kunnen behouden, had verwoest.
Van Swieten overleed op 81-jarige leeftijd.

## Publicaties
- Krijgsverrigtingen tegen het eiland Balie in 1848 (1849)
- Over het grondbezit ter Sumatra's Westkust (1863)
- Java, hoe het te verdedigen tegen een Europeeschen vijand? (1869)
- De agressieve politiek in Atjeh (1878)
- De waarheid over onze vestiging in Atjeh (1879)
- Luitenant-Generaal van Swieten contra den Luitenant-Generaal Verspyck (1879)